# Wendy Shay
Wendy Asiamah Addo alias Wendy Shay, née le 20 février 1996, est une chanteuse ghanéenne.

## Biographie

### Origines et Formation
Née le 20 février 1996 à Accra,,, une banlieue de la région du Grand Accra au Ghana,,, Wendy Shay est la fille d'Addo à Kwahu, dans la région orientale du Ghana. Elle fréquente la Morning Star School et St Martin de Porres (en), à Accra . Après la mort de son père, elle s'installe à Stuttgart, en Allemagne, avec ses trois frères et sœurs où elle poursuit sa scolarité à partir de la septième année (JHS 1) . 
Elle se forme également dans une école de musique à Bernhausen,.

### Carrière
Wendy Shay est infirmière de formation et travaille comme sage-femme avant de déménager au Ghana pour poursuivre ses rêves musicaux,. Son intérêt pour la musique commence à l'âge de quatre ans et elle s'inscrit dans une école de musique à Burghausen, en Allemagne.
Elle est initiée à la musique professionnelle par le manager de Rufftown Records, Bullet, elle signe à ce label en janvier 2018 après la mort prématurée de son collègue Ebony Reigns,. Le 1er juin 2018, Wendy Shay sort son premier single Uber Driver, produit par MOG Beatz où la chanson sort avec la vidéo officielle le même jour,,.
Wendy Shay est récemment intronisée en tant qu'Ahenemba Hemaa de Gomoa Afransi dans la région centrale (Ghana) comme reine Ewurabena Ofosuhemaa Shay 1. En mars 2021, elle figure parmi les 30 femmes les plus influentes de la musique selon le Women's Brunch des 3Music Awards. 

## Ambassadrice de marque
Ambassadrice de la marque pour l'Agence pour l'emploi des jeunes (YEA) au Ghana,,, Wendy Shay fait l'objet d'une controverse autour de son licenciement démenti plus tard,,. 

## Discographie

### Single
- Uber Driver[31]
- Bedroom Commando[32]
- Astalavista[33]
- Psalm 35 (avec Kuami Eugene et Sarkodie)[34]
- The Boy Is Mine (avec Eno Barony)[35]
- Masakra (avec Ray James)[36]
- All For You[37]
- Shay On You
- Stevie Wonder (avec Shatta Wale)[38]
- All For You[39]
- Kut It[40]
- CTD[41],[42]
- Tuff Skin Girl[43]
- Katiana (avec Razben)
- Heat
- Survivor
- Heaven
- New level (2022)
- Habibi (2023)
- Bleeding (2023)
- African Money (2023)
- Holy Father (avec Ras Kuuku) (2024)
- Who cares (2024)
- Vivian (2024)
- Too late (2024)

### Album
- Shay On You[44]
- Enigma (2022)
- Shaying star[45]

## Prix et nominations
| Années | Événements                                   | Prix                                   | Chanson     | Résultat   | Sources |
| ------ | -------------------------------------------- | -------------------------------------- | ----------- | ---------- | ------- |
| 2018   | Ghana-Naija Showbiz Awards                   | Best New Artiste of the Year           |             | Lauréat    | [ 46 ]  |
| 2018   | Ghana Music Awards SA                        | New Artiste of the Year                |             | Lauréat    | [ 47 ]  |
| 2018   | MuseAfrica's "Bangerz of the Quarter" Awards | Afrobeats Artiste of the Year          |             | Nomination | [ 48 ]  |
| 2018   | MuseAfrica's "Bangerz of the Quarter" Awards | Afrobeats Song of the Quarter          | Uber Driver | Nomination | [ 48 ]  |
| 2018   | MuseAfrica's "Bangerz of the Quarter" Awards | Introlude Song of the Quarter          | Uber Driver | Nomination | [ 49 ]  |
| 2018   | Eastern Music Awards                         | Female Vocalist of the Year            |             | Nomination | [ 50 ]  |
| 2018   | Eastern Music Awards                         | Artist of the Year                     |             | Nomination | [ 50 ]  |
| 2018   | Eastern Music Awards                         | Music Video of the Year                | Uber Driver | Lauréat    | [ 51 ]  |
| 2019   | 3Music Awards                                | Breakthrough Act of the Year           |             | Lauréat    | [ 52 ]  |
| 2019   | Vodafone Ghana Music Awards                  | Discovery of the Year                  |             | Lauréat    | [ 53 ]  |
| 2019   | Ghana Music Awards UK                        | New Artiste of the Year                |             | Lauréat    | [ 54 ]  |
| 2021   | Vodafone Ghana Music Awards                  | Afro-beats/Afro-pop Song of the Year   |             | Nomination | [ 55 ]  |
| 2021   | Vodafone Ghana Music Awards                  | Afro-beat/Afro-pop Artiste of the Year |             | Nomination | [ 55 ]  |
| 2022   | 3Music Awards                                | Woman of the Year                      |             | Nomination | [ 56 ]  |
| 2022   | 3Music Awards                                | Viral Song of the Year                 | Heat        | Nomination | [ 56 ]  |
| 2022   | 3Music Awards                                | Afrobeats/AfroPop Act of the Year      |             | Nomination | [ 56 ]  |
| 2022   | 3Music Awards                                | Hip-Hop Song of the Year               | Heat        | Nomination | [ 56 ]  |